# Награда „Чедомир Мирковић”
Награда „Чедомир Мирковић” додељује се за изузетан допринос савременој књижевној критици.

## О награди
Награду је 2016. установило и додељује Удружење књижевника Србије у част свог преминулог члана и потпредседника Чедомира Мирковића.
Састави жирија у четворогодишњем мандату:
- 2016–2019 — Марко Недић (председник), Радомир Андрић и Славомир Гвозденовић.
- 2020–2023 — Даница Андрејевић (председник), Милош Петровић и Петар Жебељан.

Уручење награде приређује се у просторијама Удружења књижевника Србије.

## Добитници
- 2016 — Милош Петровић (1928–2022)[1]
- 2017 — Срба Игњатовић[2]
- 2018 — Даница Андрејевић[3]
- 2019 — Мићо Цвијетић[4]
- 2020 — Марко Недић[5]
- 2021 — Бојана Стојановић Пантовић[6]
- 2022 — Александар Јерков[7]